# Marco Asensio
Pour les articles homonymes, voir Asensio et Willemsen.
Asensio  Willemsen est un nom espagnol. Le premier nom de famille, en général paternel, est Asensio ; le second, en général maternel, souvent omis, est Willemsen.
Marco Asensio Willemsen, dit Marco Asensio, né le 21 janvier 1996 à Palma en Espagne, dans l'île de Majorque, est un footballeur international espagnol qui joue au poste de milieu offensif ou d'ailier au Paris Saint-Germain. Il possède également la nationalité néerlandaise.

## Biographie

### Naissance et milieu familial
Marco Asensio naît le 21 janvier 1996 à Palma, sur l'île de Majorque, en Espagne.
Son père, Gilberto Asensio, est un Basque espagnol et sa mère, Maria Gertruida Margaretha Willemsem, est Néerlandaise. Ses parents choisissent de l'appeler Marco en référence à Marco van Basten, footballeur néerlandais emblématique ayant remporté à trois reprises le Ballon d'or et ayant évolué à l'Ajax Amsterdam et à l'AC Milan.
Il a également un frère, Igor Asensio.

### Carrière en club

#### Débuts au RCD Majorque
En 2006, âgé de dix ans, Asensio rejoint le club du RCD Majorque.
En 2013, Marco Asensio débute pour Majorque en équipe B. Son talent naturel balle au pied convainc très rapidement les dirigeants[non neutre] de le placer en équipe première après quatorze rencontres pour trois buts avec Majorque B.
Ainsi, Marco Asensio intègre le groupe professionnel, faisant sa première apparition en équipe première le 27 octobre 2013, lors d'une rencontre de Segunda División face au Recreativo de Huelva. Il entre en jeu à la place de Pedro Geromel et son équipe s'incline par trois buts à un.

#### Départ pour le Real Madrid
Ses performances au RCD Majorque attirent l'intérêt du Real Madrid qui achète le joueur pour 3,5 millions d'euros en 2015.

#### Prêt d'un an au RCD Espanyol
Tout juste acheté, Marco Asensio rejoint en prêt le RCD Espanyol pour la saison 2015-2016. Là-bas, le jeune talent s'affirme comme un meneur de jeu mature et clairvoyant[non neutre]. Au cours de la saison, il délivre dix passes décisives en championnat.
Le 15 mai 2016, pour son dernier match sous les couleurs catalanes, face à la SD Eibar, il inscrit un doublé et délivre une passe décisive, contribuant à la victoire de son équipe par quatre buts à deux.

#### Retour au Real Madrid
À l'échéance de son prêt au RCD Espanyol, Marco Asensio retourne au Real Madrid pour la pré-saison 2016-2017, faisant partie du groupe madrilène pour le stage à Montréal, au Canada. La préparation se poursuit avec l’International Champions Cup qui se joue aux États-Unis. Pour le premier match de l'ICC, il joue une mi-temps contre le Paris Saint-Germain, ne pouvant empêcher la défaite 3-1 de son équipe. Pour le deuxième match contre Chelsea, il joue 65 minutes, le temps pour lui de délivrer deux passes décisives à destination de Marcelo pour un score final de 3 buts à 2 en faveur de la Casa Blanca. Pour le troisième et dernier match de la compétition amicale, le Real Madrid se retrouve opposé au club allemand du Bayern Munich, Marco Asensio joue la deuxième mi-temps en rentrant à la pause à la place de James Rodríguez. Le match se solde sur un score de 1 but à 0 pour le club de la capitale, Danilo étant le seul buteur du match.
Le 9 août 2016, il est titulaire lors de la Supercoupe de l'UEFA opposant le Real Madrid, vainqueur de la Ligue des champions, au FC Séville, vainqueur de la Ligue Europa. Marco Asensio se fait remarquer en ouvrant le score d'une frappe du pied gauche depuis l'extérieur de la surface qui vient se loger en pleine lucarne. Le Real Madrid s'impose 3 buts à 2 avec un but de Dani Carvajal dans les dernières minutes de la prolongation. Cette coupe représente le premier trophée de sa carrière en club.
Le 18 octobre 2016, il inscrit son premier but en Ligue des champions face au Legia Varsovie. Le Real Madrid s'impose par cinq buts à un ce jour-là. Le 3 juin 2017, il inscrit le quatrième but en finale de la Ligue des champions remportée par le Real Madrid 4 buts à 1 face à la Juventus FC, devenant le plus jeune buteur de l'histoire du Real Madrid en finale de Ligue des champions à 21 ans et 456 jours.

Il commence la saison 2017-2018 en inscrivant deux buts lors des deux matchs de la Supercoupe d'Espagne face au FC Barcelone, remportée par son équipe sur le score cumulé de 5-1 (3-1, 2-0).

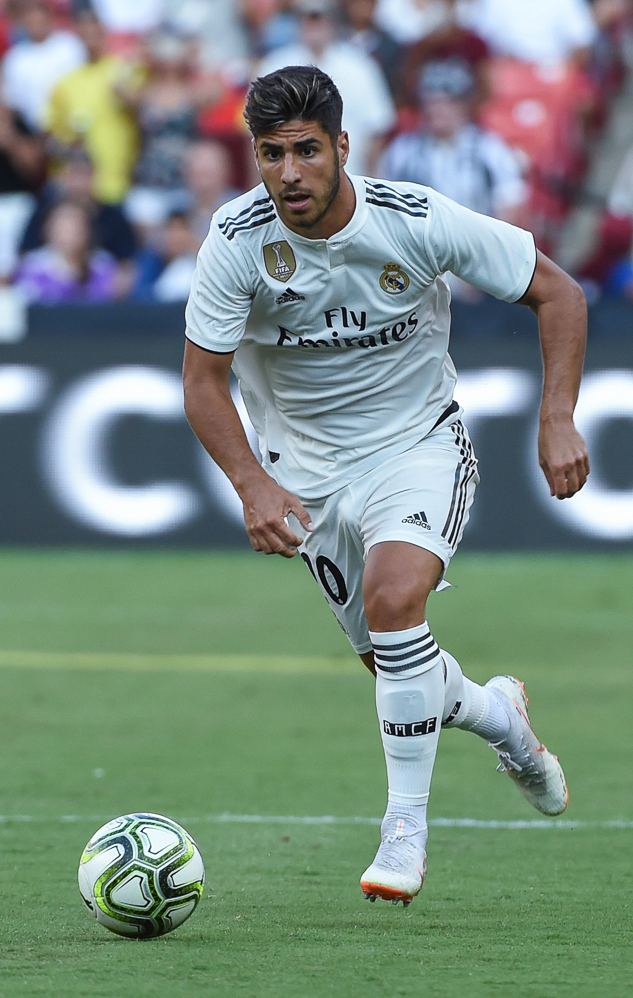
Marco Asensio évoluant sous les couleurs du Real Madrid (2018).

Le 29 septembre 2018, il dispute son 100e match sous les couleurs de la Casa Blanca contre l'Atlético de Madrid (0-0).
Le 23 juillet 2019, à l'occasion d'un match amical face à Arsenal, il est victime d'une rupture du ligament croisé antérieur et du ménisque externe du genou droit.
Le 18 juin 2020, il retrouve les terrains, profitant du report du championnat en raison de la pandémie de Covid-19 pour participer à la saison 2019-2020. Entré en jeu contre le Valence CF, Marco Asensio aggrave le score dès son entrée en jeu puis délivre une passe à Karim Benzema qui conclut un succès 3-0.
Au début de la saison 2020-2021, Marco Asensio prend le numéro 11 à la suite du départ en prêt de Gareth Bale au Tottenham Hotspur.
La saison 2021-2022 de Marco Asensio est correcte puisqu'il inscrit 12 buts et délivre 2 passes décisives. Cependant, il entre en concurrence avec Federio Valverde et Rodrygo sur l'aile droite de l'attaque. Il est très utilisé en Liga mais très peu en phases finales de Ligue des champions où il réalise des prestations bien insuffisantes (comme contre le match aller contre le Paris Saint-Germain) Cependant, il continue de briller avec ses frappes lointaines du pied gauche.
Le 3 juin 2023, le Real Madrid annonce le départ de Marco Asensio après sept saisons passées au club,,. Avec le Real Madrid, il aura marqué 61 buts pour un total de 286 matchs disputés et remporté un total de 17 titres.

#### Paris Saint-Germain
Le 6 juillet 2023, en fin de contrat, Marco Asensio paraphe un contrat de trois ans avec le Paris Saint-Germain où il hérite du numéro 11,,. Il inscrit son premier but sous le maillot parisien à l'occasion de la réception du RC Lens (victoire 3-1) lors de la 3e journée de championnat.
En janvier 2025, il est prêté pour six mois à Aston Villa.
Marco Asensio n'est pas considéré comme vainqueur de la Ligue des Champions 2024-2025 avec le Paris Saint-Germain, car il n'était pas inscrit sur la liste des joueurs convoqué pour la finale. Dans le même cas que lui, Randal Kolo Muani et Milan Škriniar ne sont pas non plus considérés champions d'europe.

### Carrière en sélection

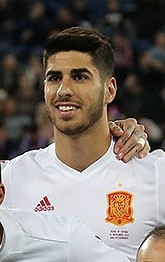
Marco Asensio sous les couleurs de l'équipe d'Espagne (2017).

Marco Asensio participe au championnat d'Europe des moins de 19 ans en 2015 avec la sélection espagnole. Pendant la compétition organisée en Grèce, il inscrit deux buts face à l'équipe de France lors des demi-finales. L'Espagne remporte la compétition en battant la Russie.
Asensio joue son premier match avec l'équipe d'Espagne espoirs le 26 mars 2015, lors d'un match amical contre la Norvège. Il entre en jeu à la place de Gerard Deulofeu et son équipe s'impose par deux buts à zéro. Il marque son premier but avec les espoirs lors de son troisième match, contre la Géorgie le 7 octobre 2015. Il est titulaire et contribue à la victoire de son équipe par cinq buts à deux.
Le 29 mai 2016, le sélectionneur Vicente del Bosque fait débuter Marco Asensio en équipe d'Espagne lors d'un match amical face à la Bosnie-Herzégovine (victoire 3 à 1).
Marco Asensio participe au Championnat d'Europe de football espoirs de 2017, inscrivant notamment un triplé lors du premier match contre la Macédoine (victoire 5 à 0). L'Espagne s'incline en finale face à l'Allemagne.
Il est sélectionné par Julen Lopetegui pour disputer la Coupe du monde 2018 organisée en Russie. Plus jeune joueur de l'effectif, Marco Asensio y joue trois matchs.
Marco Asensio ouvre son compteur de but en sélection par un tir contre la Croatie pendant la Ligue des nations 2018-2019 ainsi qu'un but dévié par le gardien croate et trois passes décisives. Il contribue ainsi grandement à la victoire de son équipe (6-0).
Le 11 novembre 2022, il fait partie de la sélection de 26 joueurs établie par Luis Enrique pour participer à la Coupe du monde 2022 organisée au Qatar. Durant le tournoi, il inscrit le deuxième but face au Costa Rica contribuant à la victoire écrasante de la Roja 7 à 0.

## Statistiques

### Statistiques détaillées
| Saison                | Club                  | Championnat           | Championnat | Championnat | Championnat | Coupe(s) nationale(s) | Coupe(s) nationale(s) | Coupe(s) nationale(s) | Supercoupe | Supercoupe | Supercoupe | Compétition(s) continentale(s) | Compétition(s) continentale(s) | Compétition(s) continentale(s) | Compétition(s) continentale(s) | Supercoupe UEFA | Supercoupe UEFA | Supercoupe UEFA | Mondial des clubs | Mondial des clubs | Mondial des clubs | Total | Total | Total |
| Saison                | Club                  | Division              | M.          | B.          | P.d.        | M.                    | B.                    | P.d.                  | M.         | B.         | P.d.       | Comp.                          | M.                             | B.                             | P.d.                           | M.              | B.              | P.d.            | M.                | B.                | P.d.              | M.    | B.    | P.d.  |
| 2013-2014             | RCD Majorque          | Liga Adelante         | 20          | 1           | 0           | -                     | -                     | -                     | -          | -          | -          | -                              | -                              | -                              | -                              | -               | -               | -               | -                 | -                 | -                 | 20    | 1     | 0     |
| 2014-2015             | RCD Majorque (prêt)   | Liga Adelante         | 36          | 6           | 2           | -                     | -                     | -                     | -          | -          | -          | -                              | -                              | -                              | -                              | -               | -               | -               | -                 | -                 | -                 | 36    | 6     | 2     |
| Sous-total            | Sous-total            | Sous-total            | 56          | 7           | 2           | -                     | -                     | -                     | -          | -          | -          | -                              | -                              | -                              | -                              | -               | -               | -               | -                 | -                 | -                 | 56    | 7     | 2     |
| 2015-2016             | RCD Espanyol (prêt)   | Liga                  | 34          | 4           | 10          | 3                     | 0                     | 1                     | -          | -          | -          | -                              | -                              | -                              | -                              | -               | -               | -               | -                 | -                 | -                 | 37    | 4     | 11    |
| 2016-2017             | Real Madrid           | Liga                  | 23          | 3           | 2           | 6                     | 3                     | 1                     | -          | -          | -          | C1                             | 8                              | 3                              | 1                              | 1               | 1               | 0               | -                 | -                 | -                 | 38    | 10    | 4     |
| 2017-2018             | Real Madrid           | Liga                  | 32          | 6           | 6           | 5                     | 2                     | 0                     | 2          | 2          | 0          | C1                             | 12                             | 1                              | 1                              | 1               | 0               | 0               | 1                 | 0                 | 0                 | 53    | 11    | 7     |
| 2018-2019             | Real Madrid           | Liga                  | 30          | 1           | 4           | 5                     | 3                     | 1                     | -          | -          | -          | C1                             | 7                              | 2                              | 0                              | 1               | 0               | 0               | 1                 | 0                 | 0                 | 44    | 6     | 5     |
| 2019-2020             | Real Madrid           | Liga                  | 9           | 3           | 1           | -                     | -                     | -                     | -          | -          | -          | C1                             | 1                              | 0                              | 0                              | -               | -               | -               | -                 | -                 | -                 | 10    | 3     | 1     |
| 2020-2021             | Real Madrid           | Liga                  | 35          | 5           | 2           | 1                     | 0                     | 0                     | 1          | 0          | 0          | C1                             | 12                             | 2                              | 0                              | -               | -               | -               | -                 | -                 | -                 | 49    | 7     | 2     |
| 2021-2022             | Real Madrid           | Liga                  | 31          | 10          | 1           | 2                     | 1                     | 0                     | 1          | 0          | 0          | C1                             | 7                              | 1                              | 2                              | -               | -               | -               | -                 | -                 | -                 | 41    | 12    | 3     |
| 2022-2023             | Real Madrid           | Liga                  | 31          | 9           | 6           | 5                     | 0                     | 1                     | 2          | 0          | 0          | C1                             | 12                             | 3                              | 1                              | -               | -               | -               | 1                 | 0                 | 0                 | 51    | 12    | 8     |
| Sous-total            | Sous-total            | Sous-total            | 191         | 37          | 22          | 24                    | 9                     | 3                     | 6          | 2          | 0          | -                              | 59                             | 12                             | 5                              | 3               | 1               | 0               | 3                 | 0                 | 0                 | 286   | 61    | 30    |
| 2023-2024             | Paris Saint-Germain   | Ligue 1               | 19          | 4           | 5           | 5                     | 1                     | 2                     | 1          | 0          | 0          | C1                             | 6                              | 0                              | 0                              | -               | -               | -               | -                 | -                 | -                 | 31    | 5     | 7     |
| 2024-2025             | Paris Saint-Germain   | Ligue 1               | 12          | 2           | 4           | -                     | -                     | -                     | -          | -          | -          | C1                             | 4                              | 0                              | 0                              | -               | -               | -               | -                 | -                 | -                 | 16    | 2     | 4     |
| Sous-total            | Sous-total            | Sous-total            | 31          | 6           | 9           | 5                     | 1                     | 2                     | 1          | 0          | 0          | -                              | 10                             | 0                              | 0                              | -               | -               | -               | -                 | -                 | -                 | 47    | 7     | 11    |
| 2024-2025             | Aston Villa (prêt)    | Premier League        | 13          | 3           | 1           | 4                     | 2                     | 0                     | -          | -          | -          | C1                             | 4                              | 3                              | 0                              | -               | -               | -               | -                 | -                 | -                 | 21    | 8     | 1     |
| Total sur la carrière | Total sur la carrière | Total sur la carrière | 325         | 57          | 44          | 36                    | 12                    | 6                     | 7          | 2          | 0          | -                              | 73                             | 15                             | 5                              | 3               | 1               | 0               | 3                 | 0                 | 0                 | 447   | 87    | 55    |

## En sélection nationale
| Saison                | Sélection             | Phases finales                                       | Phases finales | Phases finales | Phases finales | Éliminatoires CDM | Éliminatoires CDM | Éliminatoires CDM | Éliminatoires EURO | Éliminatoires EURO | Éliminatoires EURO | Ligue Nations UEFA | Ligue Nations UEFA | Ligue Nations UEFA | Matchs amicaux | Matchs amicaux | Matchs amicaux | Total | Total | Total |
| Saison                | Sélection             | Compétition                                          | M              | B              | Pd             | M                 | B                 | Pd                | M                  | B                  | Pd                 | M                  | B                  | Pd                 | M              | B              | Pd             | M     | B     | Pd    |
| --------------------- | --------------------- | ---------------------------------------------------- | -------------- | -------------- | -------------- | ----------------- | ----------------- | ----------------- | ------------------ | ------------------ | ------------------ | ------------------ | ------------------ | ------------------ | -------------- | -------------- | -------------- | ----- | ----- | ----- |
| 2015-2016             | Espagne               | Euro 2016                                            | -              | -              | -              | -                 | -                 | -                 | -                  | -                  | -                  | -                  | -                  | -                  | 1              | 0              | 0              | 1     | 0     | 0     |
| 2016-2017             | Espagne               | -                                                    | -              | -              | -              | 1                 | 0                 | 0                 | -                  | -                  | -                  | -                  | -                  | -                  | 1              | 0              | 0              | 2     | 0     | 0     |
| 2017-2018             | Espagne               | Coupe du monde 2018                                  | 3              | 0              | 0              | 3                 | 0                 | 0                 | -                  | -                  | -                  | -                  | -                  | -                  | 6              | 0              | 3              | 12    | 0     | 3     |
| 2018-2019             | Espagne               | -                                                    | -              | -              | -              | -                 | -                 | -                 | 4                  | 0                  | 1                  | 4                  | 1                  | 4                  | 1              | 0              | 0              | 9     | 1     | 5     |
| 2019-2020             | Espagne               | -                                                    | -              | -              | -              | -                 | -                 | -                 | -                  | -                  | -                  | -                  | -                  | -                  | -              | -              | -              | 0     | 0     | 0     |
| 2020-2021             | Espagne               | Euro 2020                                            | -              | -              | -              | -                 | -                 | -                 | -                  | -                  | -                  | 1                  | 0                  | 0                  | 1              | 0              | 0              | 2     | 0     | 0     |
| 2021-2022             | Espagne               | Ligue des nations de l'UEFA 2021                     | -              | -              | -              | -                 | -                 | -                 | -                  | -                  | -                  | 3                  | 0                  | 2                  | -              | -              | -              | 3     | 0     | 2     |
| 2022-2023             | Espagne               | Coupe du monde 2022+Ligue des nations de l'UEFA 2022 | 4+2            | 1+0            | 0              | -                 | -                 | -                 | -                  | -                  | -                  | 3                  | 0                  | 1                  | 1              | 0              | 1              | 10    | 1     | 2     |
| 2023-2024             | Espagne               | -                                                    | -              | -              | -              | -                 | -                 | -                 | 1                  | 0                  | 1                  | -                  | -                  | -                  | -              | -              | -              | 1     | 0     | 1     |
| Total sur la carrière | Total sur la carrière | Total sur la carrière                                | 9              | 1              | 0              | 4                 | 0                 | 0                 | 5                  | 0                  | 2                  | 9                  | 1                  | 7                  | 11             | 0              | 4              | 38    | 2     | 13    |

### Buts internationaux
| 0 | Date              | Sélection | Lieu                                  | Adversaire | Score | Résultat | Compétition                     |
| - | ----------------- | --------- | ------------------------------------- | ---------- | ----- | -------- | ------------------------------- |
| 1 | 11 septembre 2018 | 17        | Stade Martínez Valero, Elche, Espagne | Croatie    | 2-0   | 6-0      | Ligue des nations 2018-2019     |
| 2 | 27 novembre 2022  | 28        | Stade Al-Thumama, Doha, Qatar         | Costa Rica | 2-0   | 7-0      | Coupe du monde de football 2022 |

## Palmarès
| Real Madrid (15) | Paris Saint-Germain (5) | 'Équipe d'Espagne (2) | Espagne olympique                                |
| --- | --- | --- | ------------------------------------------------ |
| - Championnat d'Espagne (3) - Champion : 2017, 2020 et 2022. - Vice-champion : 2021 et 2023 - Supercoupe d'Espagne (1) - Vainqueur : 2017 - Finaliste : 2023 - Ligue des champions (3) - Vainqueur : 2017, 2018 et 2022. - Coupe du monde des clubs (4) - Vainqueur : 2016, 2017, 2018 et 2022. - Supercoupe de l'UEFA (3) - Vainqueur : 2016, 2017 et 2022. - Finaliste : 2018. - Coupe d'Espagne (1) : - Vainqueur : 2023. | - Trophée des champions (2) : - Vainqueur en 2023 et 2024 - Ligue 1 (2) : - Vainqueur en 2024 et 2025 - Coupe de France (1) : - Vainqueur en 2024 | - Championnat d'Europe U19 (1) : - Vainqueur : 2015. - Championnat d'Europe espoirs - Finaliste : 2017. - Ligue des nations (1) : - Vainqueur en 2023 | - Médaillé d'argent aux Jeux olympiques en 2021. |

## Distinctions personnelles
- Prix LaLiga de la meilleure révélation de l'année du championnat d'Espagne en 2015-2016[25].
- Prix Sanitas du joueur le plus sain de l'année 2017-2018.
- Joueur du mois de la Segunda División : octobre 2014[26].
- Élu meilleur joueur du Championnat d'Europe des moins de 19 ans en 2015[27].
- Soulier d'argent du Championnat d'Europe espoirs en 2017 (3 buts)[28].
- Membre de l'équipe type du Championnat d'Europe espoirs en 2017[29].
- Meilleur passeur de la Ligue des nations 2018-2019 avec 5 passes décisives.